# Scanner indutivo
Um scanner indutivo é um dispositivo eletrônico que explora o princípio que a impedância de uma bobina de indução conduzindo uma corrente alternada tem esta alterada quando um objeto metalálico é posicionado dentro do fluxo do campo magnético radiante. Isto ocorre porque correntes de Foucault ("correntes parasitas") são estabelecidas no objeto metálico, que por sua vez afeta as propriedades elétricas da bobina de excitação. O fenômeno pode ser explicado matematicamente recorrendo-se às leis de Ampère, Faraday e Lenz.

## Aplicações
Sua utilidade vai desde a simples detecção de metal até a formação de imagens de estruturas metálicas, dentro de outros materiais e internas ao corpo metálico, de duas e três dimensões, em objetos metálicos, para, por exemplo, verificar falhas em peças de engenharia, tratando-se de um Ensaio não destrutivo, onde é normalmente tratado pelo nome de "correntes parasitas".
Tem sido desenvolvido o exame das ferragens de concreto armado por meio ds scanners indutivos, visando, inclusive, observar-se seus processos de corrosão.